# Дивчовото
Ди́вчовото (болг. Дивчовото) — село в Ловецькій області Болгарії. Входить до складу общини Тетевен.

## Населення
За даними перепису населення 2011 року у селі проживали 174 особи, усі — болгари.
Розподіл населення за віком у 2011 році:
Динаміка населення: